# Fakebook
Fakebook è il quarto album discografico del gruppo musicale alternative rock statunitense Yo La Tengo, pubblicato nel 1990. Comprende undici cover e cinque brani originali.

## Tracce
1. Can't Forget – 2:13 (Ira Kaplan)
2. Griselda – 1:54 (Antonia Duren)
3. Here Comes My Baby – 2:26 (Cat Stevens)
4. Barnaby, Hardly Working – 4:12 (Georgia Hubley e Ira Kaplan)
5. Yellow Sarong – 1:37 (The Scene is Now)
6. You Tore Me Down – 2:48 (Chris Wilson e Cyril Jordan)
7. Emulsified – 2:46 (Rex Garvin)
8. Speeding Motorcycle – 3:16 (Daniel Johnston)
9. Tried So Hard – 2:13 (Gene Clark)
10. The Summer – 2:40 (Georgia Hubley e Ira Kaplan)
11. Oklahoma, U.S.A. – 2:18 (Ray Davies)
12. What Comes Next – 3:11 (Ira Kaplan)
13. The One to Cry – 1:47 (Charlie Weiss e Stephen Schlaks)
14. Andalucia – 3:33 (John Cale)
15. Did I Tell You – 3:21 (ira Kaplan)
16. What Can I Say – 2:03 (Joey Spampinato)

## Formazione
- Georgia Hubley: batteria e voce
- Ira Kaplan: chitarra acustica e voce
- Dave Schramm: chitarra, steel guitar e organo